# Коротич Віталій Олексійович
Віта́лій Олексі́йович Коро́тич (нар. 26 травня 1936, Київ, Українська РСР, СРСР) — український та російський радянський поет, прозаїк, публіцист, журналіст, перекладач та лікар. Член Російського ПЕН-клубу. Головний редактор радянського журналу «Огонёк» (укр. «Вогник») з 1986 по 1991 роки.
З кінця 1980-х живе та працює в Москві та має російське громадянство (українського паспорта у нього за власним зізнанням немає).
В останні роки Коротич у публічному просторі відстоює проросійські погляди на ситуацію в Україні, зокрема Коротич у 2011 виступив з публічною підтримкою влади президента України Віктора Януковича, підписавши так званий лист десятьох, а в 2014 році заявив, що вважає, що Крим має бути під протекторатом Росії та незалежним від України. Внесений до бази Миротворця.
Свої твори писав українською та російською мовами.

## Життєпис
Народився 26 травня 1936 в родині лікаря. Батько — Коротич Олексій Степанович (1909–1985) — мікробіолог, професор; мати — Коротич Зоя Леонідівна (1910) — патофізіолог, доктор наук. Відвідував школу з викладанням ряду предметів англійською мовою, закінчив її з золотою медаллю.
У 1953—1959 — навчання на лікувальному факультеті Київського медичного інституту.
З 1959 — лікар, науковий працівник Київського НДІ кардіології імені Стражеска.
У 1965—1969 — секретар правління Спілки письменників УРСР. За його словами, відмовився написати «гнівну статтю» щодо Івана Дзюби, з яким дружили з початку 1960-х (її написав Любомир Дмитерко). Звільнений з посади на засіданні президії Спілки письменників за участі тодішнього секретаря ЦК КПУ з ідеології Федора Овчаренка.
1966—1967 — головний редактор журналу «Ранок».
1967 — став членом КПРС.
1969—1978 — на творчій роботі.
1978—1986 — головний редактор журналу «Всесвіт».
1981—1991 — секретар правління Спілки письменників СРСР.
1981—1986 — секретар правління Спілки письменників України.
1986—1991 — головний редактор журналу «Огонёк» (Москва).
Травень 1989—1991 — народний депутат Верховної Ради СРСР від Харківського міського нац.-тер. виборчого округу № 58.
1991—1998 — професор Бостонського університету, регулярно дописував до російських газет («Новий Погляд»).
1998—2014 — голова редакційної ради тижневика «Бульвар».
Депутат Верховної Ради УРСР 11 скликання. Заступник голови Українського республіканського комітету захисту миру.
Читав лекції в університетах Канади, Австралії, Мексики, США.

## Літературна творчість
Друкуватися почав з 1958 року в «Молоді України». З 1961 року друкувався в «Літературній газеті», «Вітчизні», «Дніпрі», «Сучасності».
Виходили як поетичні так і прозові книги письменники. Свої твори писав українською та російською мовами. Твори Коротича перекладені 20-ма мовами, переважно завдяки протекторату в радянській системі, яка просувала вірші Коротича з ідеологічних міркувань. Має значну кількість нагород, переважно завдяки протекторату в радянській системі, як от лауреат Державної премії УРСР ім. Т. Шевченка (1980), літературних премій ім. Толстого (1982), ім. Полєвого (1983), міжнародної премії ім. Фучика (1984), премії Вейнталя (1987, Вашингтон), заслужений діяч культури Польщі.
Цікавою є доля вірша Коротича «Останнє прохання сліпого лірника». В СРСР відомою була пісня «Переведи меня через майдан» у перекладі Юнни Моріц, у виконанні Сергія Нікітіна. Чи не вперше українською мовою, тобто мовою оригіналу, цю пісню почав співати Павло Хазан, студент радіофізичного факультету Дніпропетровського університету, у колі своїх друзів, у середині 1990-х. 1996 року Павло дав авторський концерт у Будинку Вчених Дніпропетровська, де ця пісня прозвучала в «широкому форматі». Пісня «Останнє прохання старого лірника» стала популярною в Україні. Є інший переклад українською — з російського перекладу Юнни Моріц — його проспівав Вячеслав Марчук із Пікардійською Терцією.
Як перекладач був одним з перекладачів українських перекладів Вільяма Батлера Єйтса під назвою «Вибрані твори» (Київ: Юніверс, 2004) та Чеслава Мілоша під назвою «Вибране» (Київ: Юніверс, 2008).

### Твори українською
Поезія
- «Золоті руки» (1961)
- «Запах неба» (1962)
- «Вулиця волошок» (1963)
- «Течія» (1965)
- «Поезії» (1967)
- «Вогонь» (1968)
- «Можливості» (1970)
- «Перевтілення» (1971)
- «Щоденник» (1973)
- «Закон землі» (1975)
- «Гідність» (1977)
- «Голоси» (1981)
- «Закономірність» (1983)
- «Переведіть мене через майдан»: кращі поезії (2005)

Проза
- повість «Така лиха пам'ять» (1970)
- роман «Десяте травня» (1978)
- роман «Лице ненависті» (1983)

Публіцистичні збірки
- «О Канадо!» (1966)
- «Зорі та смуги» (1968)
- «Мандрівка на край світу» (1972)
- «Людина на повен зріст» (1972)
- «Людина у себе вдома» (1974)
- «Біля витоків світла» (1976)
- «Кубатура яйця» (1979)
- «Чуття єдиної родини» (1978)
- «Побачити зблизька» (1980)
- «Береги океану» (1981)
- «Твори» (у 2 т., 1986)

### Твори російською
- «Американцы пишут Горбачёву» (1988)
- «Ленин, том 54 / Ленін, том 54» (1990)
- «От первого лица» (2001)
- «Жили-были-ели-пили» (2005)
- «От первого лица. II» (2005)

### Про журналістику
«Пишіть лише для себе. Ніколи взагалі не пишіть для інших. Якщо ви принесете матеріал, який в своїй сім'ї не обговорювали, і він вас і членів вашої сім'ї не хвилює, то цей матеріал нікому не потрібний. Не треба писати для того, хто розумніший за тебе або дурніший. Пишіть для себе».
«Я ніколи не давав завдання двом-трьом людям одночасно: лише одному, і з одного запитував. Дуже важливо, щоб журналіст знався хоч на чомусь краще за інших, тоді я цю людину „садив“ на певну тему. Людина, яка уміє все — нічого не уміє. Тому я вимагав спеціалізації, глибоких знань хоч у якійсь сфері. Ну і, природно, уміння писати. Я розумів, що журналіст, який не знає нічого, просто нічого не може написати. Я вимагав одного — професіоналізму. Якщо почав писати, то повинен розуміти міру своєї відповідальності.»
«Я прагнув виглядати дещо простішим. Розмовляти з читачем на рівних, а не зверху вниз. Нібито випадково я вчора зустрівся з Папою Римським. Якби вони там були, то теж з ним поговорили б. Але раз я попав, то вже розповім. Я взагалі завжди писав, ніби поплескувавши читача по плечу.»

## Кінематограф
Автор сценаріїв кінокартин: «Україна. Земля і люди» (1970, у співавт.), «Я — Водолаз-2» (1975, у співавт. з В. Хмельницьким), «Така пізня, така тепла осінь» (1981, у співавт. з І. Миколайчуком), «Бути чи не бути? Бути» (1986, у співавт.), мультфільму «І сестра їхня Либідь» (1981, у співавт. з О. Костинським).

## Громадська діяльність та політичні погляди
За керівництва Коротичем часописів «Всесвіт» та «Огонёк» доклався до розбудови української культури та ознайомлення українських читачів з шедеврами світової класики у першому випадку та відновлення «гласності» та свободи слова у другому. Значною мірою саме наявність цих видань у редакції Коротича сприяли розвитку громадянського суспільства в УРСР та СРСР в цілому і були однією з важливих ланок, що призвели до «Перебудови» та розвалу Радянського Союзу. У журналі «Огонёк» публікувалися статті про такі явища, як проституція чи репресії в СРСР. Крім того, в радянські часи Коротич відмовився засуджувати відомого дисидента Івана Дзюбу за його працю «Інтернаціоналізм чи русифікація», в якому засуджувалося зросійщення українських земель. А також, високо цінуючи словотворну майстерність легендарного перекладача-поліглота Миколи Лукаша, сприяв поверненню його до перекладацької роботи.
У 2000-і роки передав одному з київських музеїв раніше зібрану колекцію шедеврів видатного українського скульптура Олександра Архипенка, яка за словами Коротича була розграбована та зникла. Про це він розповів в одному з інтерв'ю Дмитру Гордону. Творчістю Архипенка Коротич цікавився замолоду.
У серпні 2011 року був опублікований так званий лист десятьох — лист митців на підтримку політики Президента України Віктора Януковича. Одним з десятьох підписантів був Віталій Коротич.
Згідно з аналізом нідерландського науковця Джудіс Йонґеніл, після початку Російсько-української війни 2014 року, Коротич у публічному просторі відстоює проросійські погляди на ситуацію в Україні, зокрема він заявив, що вважає, що Крим має бути під протекторатом Росії та незалежним від України. У лютому 2023 року внесений до бази Центру «Миротворець».

## Співпраця зКДБ СРСР
У пресі опубліковані розсекречені документи, згідно яким В.Коротич був агентом КДБ при РМ УРСР на псевдо «Январский». Завербований був у 1963 році «шляхом поступового залучення до негласної співпраці».Голова КДБ при РМ УРСР В.Нікітченко у інформаційному повідомленні до ЦК КПУ зробив висновок, що тримісячне перебування В. Коротича у Канаді в 1965 р. і його виступи там «сприяли процесу подальшого розкладу зарубіжних українських націоналістичних організацій». В. Коротич, зокрема, доносив в КДБ на поета І.Драча та Голову Товариства об'єднаних українських канадців П.Кравчука.

## Особисте життя
Володіє російською, українською та англійською мовами.

### Сім'я
Дружина Зінаїда Олександрівна (1935). Діти:
- Андрій (1959—1971);
- Віталій (1971—2011) — економіст-міжнародник;
- Микита (1975) — економіст-міжнародник.

## Нагороди
- Орден князя Ярослава Мудрого V ст. (26 травня 2011) — за визначний особистий внесок у збагачення української культурно-мистецької спадщини, багаторічну плідну творчу та громадсько-політичну діяльність[19][20]
- Орден Жовтневої революції
- Орден «Знак Пошани»
- Почесні Грамоти Президій ВР Української, Грузинської, Казахстанської РСР
- Заслужений діяч культури Польщі.
- Лауреат Республіканської премії ЛКСМУ ім. М.Островського (1972) за поетичну збірку «Можливості»
- Лауреат Державної премії УРСР ім. Шевченка (1981) за публіцистичну збірку «Побачити зблизька»
- Лауреат літературної премії ім. О. Толстого (1982)
- Лауреат премії ім. Павла Тичини (1978)
- Лауреат премії ім. Б.Полєвого (1983)
- Лауреат міжнародної премії ім. Ю.Фучика (1984)
- Лауреат Державної премії СРСР (1985) за роман «Лице ненависті»
- Лауреат премії Вейнталя (1987, Вашингтон, Джорджтаунський університет)
- International Editor of the Year (найкращий редактор року в світі) (1989)
- Член ПЕН-клубу.